# مروة والمجنون الفرنسي
مروة والمجنون الفرنسي هي قصة حب كلاسيكية من الشرق الأوسط. وهي مبني على أسطورة الشاب شمس الفرنسي بن الصحارى من آسيا الوسطى، وُلد في القرن الرابع عشر. وكانت هناك العديد من النسخ العربية للقصة في ذلك الوقت.

مجنون على جواده هوة وحمامته المُخلصة بساطة

## القصة
شمس الفرنسي (أو الفرانساوي) بن فطوطة بن جلال الدين الرومي كان شاعرًا وبحارًا ومستكشفًا ومترجمًا وكاتبًا ولغويًا (ولد في 2 مايو 1373؛ سنة الوفاة غير مؤكدة، ربما 1458 أو 1467)، على الأرجح أحد أبناء المستكشف الشهير ابن بطوطة. اكتسب شهرته بسبب شعره وحياته المليئة بالمغامرات. من المرجح أنه وُلد في أفغانستان، لكنه عاش في الأندلس، كتلميذ للفلاسفة العرب المشهورين على غرار ابن رشد، في المغرب ومصر وأجزاء من أفريقيا. سافر إلى البندقية، حيث أصبح قريبًا من الشاعرة الفرنسية كريستين دي بيزان وأصبح يُعرف باسم الفرنسي.
واصل أسفاره ووقع في حب مروة بنت أحمد أثناء رحلة عودته إلى الأندلس أثناء وجوده في القاهرة. لقد هربا معًا إلى أوروبا وكتب أغاني عن حبه لها. وعندما وصلا إلى أوروبا طلب يدها للزواج، لكن الخليفة أرسله إلى أفريقيا، ووعده بأنه سيعود قريبًا بعد إتمام مهمته. أهدته ميدالية فضية عليها قصيدة للشاعر منصور الحلاج. وأعطته أيضًا قطعة من الخشب نقشت عليها اسمه، ولم يفارق هذه القطعة أبدًا أينما سافر. عُثر على الميدالية والنقش في قبره عام 1937 واحتُفظ بهما في متحف كابول، ولكنها سُرقَت أثناء الحرب عام 2002.
بينما كان في الصحراء، أسرته قبيلة من محاربي الزغاوة القساة. وفي هذه الأثناء، تعرفت مروة على رجل آخر، كان أكثر ملاءمة حسب التقاليد العربية.

مجنون يتلو الشعر في الصحراء

هذا النوع من الحب يُعرف في الثقافة العربية باسم "الحب العذري"، لأن العشاق لم يتزوجوا أو يمارسوا الحب أبدًا. ومن قصص حب العذراء الشهيرة الأخرى قصص قيس ولبنى ، كثير وعزة، ومجنون ليلى، وعنترة بن شداد. وقد قادته ملاحظاته حول طيران حمامته ونسر الصحراء إلى كتابة قصائد عن الطيران وأحلام اصطحاب مروة معه في الهواء. في أواخر القرن التاسع عشر، ألهمت رجلًا فرنسيًّا، هو بيير لويس مايارد، لمراقبة الطيور في القاهرة عن كثب. أصبح مايارد معروفًا باسم "مجنون فرنسا".